# Les Schtroumpfs pompiers
 (juillet 2025).
Si vous disposez d'ouvrages ou d'articles de référence ou si vous connaissez des sites web de qualité traitant du thème abordé ici, merci de compléter l'article en donnant les références utiles à sa vérifiabilité et en les liant à la section « Notes et références ».
Les Schtroumpfs pompiers est la trente-neuvième histoire de la série Les Schtroumpfs de Peyo. Elle est publiée pour la première fois dans le journal Schtroumpf !, puis dans l'album L'Étrange Réveil du Schtroumpf paresseux en 1991. Elle est adaptée dans le 46e épisode de la première saison de la série d'animation Les Schtroumpfs de 1981, et dans le 38e épisode de la 3e saison de la série d'animation Les Schtroumpfs de 2021.

## Résumé
Pour lutter contre les incendies, des Schtroumpfs se portent volontaires pour faire pompiers. Mais ces derniers font un peu trop de zèle... Mais ils sont rapidement mis à l'épreuve, car Gargamel, n'ayant toujours pas trouvé le village des Schtroumpfs, décide de brûler la forêt. Heureusement, la girouette magique appartenant au Grand Schtroumpf peut servir pour faire tourner les conditions en défaveur du sorcier...

## Personnages
- Le Schtroumpf pompier
- Les aides du Schtroumpf pompier
- Le Grand Schtroumpf
- Gargamel